# Église du véritable Jésus
Pour les articles homonymes, voir TJC.

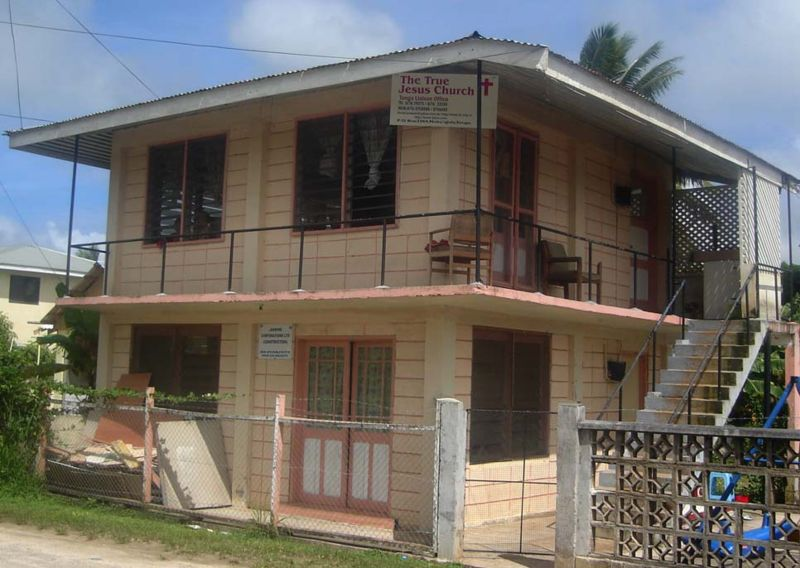
Église du véritable Jésus au Tonga

L'« église du véritable Jésus »  (en chinois : 真耶穌教會 Zhēn Yēsū jiàohuì), est une association internationale chrétienne d'églises pentecôtistes unitaires en Chine. Elle est fondée en 1914 sous le nom « International Reformed Jesus True Church », puis rebaptisée « True Jesus Church » (TJC) en 1917, qu'on peut traduire en français par « église du véritable Jésus », même si la branche française de cette église se désigne sous le nom de Véritable Jésus Église. 
L'église revendique officiellement 1,5 million de croyants dans soixante-et-un pays,. Elle figure parmi les trois églises autochtones de la maison chinoise qui existaient avant l'arrivée au pouvoir du parti communiste en Chine en 1949.

## Histoire
Les premiers missionnaires protestants ont commencé à être actifs sur le sol chinois en 1807 avec l'arrivée de l'Écossais Robert Morrison. Après la guerre de l'opium dans les années 1840, des missionnaires sont venus de partout dans le monde.
Hudson Taylor a fondé la Mission à l'Intérieur de la Chine en 1865. Le XIXe siècle a vu une grande augmentation du nombre de chrétiens. En 1900 il y avait en Chine presque 113 000 chrétiens protestants, dont 1 600 collaborateurs de l'Église chinois et 2 000 missionnaires.
La Véritable Jésus Eglise a été établie en 1917 à Pékin en Chine. Elle s'est ensuite développée rapidement vers d'autres parties d'Asie, dont Taïwan en 1926, la plaçant au troisième rang des Églises chrétienne à Taïwan. Depuis les années 1960, des Eglises ont été établies en Amérique du Nord, en Europe, et en Australie avant d'atteindre l’Afrique, l’Amérique centrale, l’Amérique du Sud ainsi que la Russie dans les années 90.
Les trois premiers fondateurs de la Véritable Jésus Église ont également soutenu cette idée et ont décidé de s'éloigner loin de leurs églises pentecôtistes traditionnelles. Ils s'appelaient Paul Wei, Ling-Sheng Zhang, et Barnabas Zhang.
L’Église s'est implantée à Taïwan en mars 1926. Bien que la plupart de ses membres habitassent la Chine, le contact avec le continent a été perdu peu de temps après le changement communiste de 1949 et la persécution des chrétiens dans l'ensemble de la Chine.
En 1966, l'Église fut interdite en Chine lors de la révolution culturelle.
Le premier membre de l’Église est arrivé de Taiwan en 1969 en France. C’est à partir de 1977 que des membres se sont réunis pour garder le Sabbat ensemble.  En 1983, l’Église a été déclarée comme association loi de 1901 et un local a pu être acheté à Champs-sur-Marne et l’église consacrée en 1994. Le 12 juin 2018, l’Église est passée du statut association loi de 1901 au statut d’église (d’association cultuelle Loi de 1905).

## Croyances
Elle est proche de la théologie pentecôtiste, qui accorde un grand rôle à l'Esprit-Saint. L'Église adhère également à la théologie pentecôtiste unitarienne (Oneness Pentecostal) ou doctrine « Jesus-Name ».
Cette Église ne célèbre pas Noël car selon elle le 25 décembre était associé à l'origine à un rituel païen célébrant l'anniversaire du soleil, lequel a été adopté dans l'Église chrétienne pendant le règne de l'empereur romain Constantin au IVe siècle. La Véritable Jésus Église affirme que le jour exact de la naissance du Christ est inconnu et que Jésus n'a jamais dit à ses disciples de célébrer son anniversaire.
Elle n'observe pas non plus le Vendredi saint, car il aurait également des origines païennes.